# Latastia boscai
Latastia boscai är en ödleart som beskrevs av  Jacques von Bedriaga 1884. Latastia boscai ingår i släktet Latastia och familjen lacertider.

## Underarter
Arten delas in i följande underarter:
- L. b. arenicola
- L. b. boscai
- L. b. burii